# Rooney Mara
Patricia Rooney Mara (Bedford, 17 de abril de 1985) é atriz norte-americana de cinema e televisão indicada duas vezes para o Oscares e para os Globos de Ouro. Mara fez sua estreia no cinema em 2005 e passou por filmes e séries de TV, incluindo o remake do filme de terror A Nightmare on Elm Street (1984) e The Social Network (2010). Mara interpretou Lisbeth Salander, o personagem-título na versão 2011 do filme The Girl with the Dragon Tattoo, o primeiro dos três filmes da Sony Pictures baseado nos livros Millennium, de Stieg Larsson. Ela recebeu a aclamação da crítica e ganhou sua primeira nomeação ao Oscar de Melhor Atriz e um Globo de Ouro de Melhor Atriz em Filme - Drama. Em 2015, venceu o prêmio de Melhor Atriz no Festival de Cannes e também foi indicada novamente, em 2016, ao Oscar, Globo de Ouro, SAG Awards e Bafta por  seu desempenho em Carol.

## Biografia
Mara nasceu e foi criada em Bedford, Nova York, uma cidade no condado de Westchester, ao norte da cidade de Nova York. Bisneta paterna de Tim Mara, que em 1925 fundou o time de futebol americano New York Giants, e bisneta materna de Art Rooney, que fundou em 1933 o também time de futebol americano Pittsburgh Steelers. Ela é filha de Timothy Christopher Mara, o vice-presidente do New York Giants, e Kathleen McNulty uma corretora de imóveis. Ela tem um irmão mais velho, Daniel, uma irmã mais velha, Kate, e um irmão mais novo, Conor. É de origem italiana e irlandesa.
Depois de se formar na Fox Lane High School em 2003 ela fez uma viagem de 4 meses no Equador, Bolívia e Peru, para em seguida ir para a Universidade George Washington, onde ficou apenas um ano, pois foi transferida para  Universidade de Nova Iorque onde cursou psicologia e relações internacionais e se formou em 2010. Rooney atuou em uma peça da escola e alguns filmes estudantis para a faculdade, mas sua primeira audição foi aos 19 anos.

## Carreira
Mara apareceu pela primeira vez como figurante no filme Urban Legends: Bloody Mary estrelado por sua irmã Kate Mara em 2005, e pelos 4 anos seguintes alternou entre participações em séries de TV e filmes independentes, até que em 2009 foi selecionada para ser pela primeira vez a protagonista, em um filme independente chamado Tanner Hall, que foi exibido no Festival de Toronto no final daquele ano, e teve um lançamento limitado em setembro de 2011, sem ser sucesso de bilheteria ou crítica, mas abriu portas para interpretar papeis coadjuvantes em outros projetos independentes como The Winning Season, Dare e o cultuado Youth in Revolt.
Em 2010, Rooney foi mais uma vez a protagonista, na refilmagem de A Nightmare on Elm Street, e em seguida gravou uma participação no premiado The Social Network de David Fincher. Em outubro de 2010, depois de uma série de testes e passar concorrentes como Scarlett Johansson, Elliot Page, Kristen Stewart e Natalie Portman, ela foi anunciada como Lisbeth Salander na versão de David Fincher para o livro do Sueco Stieg Larsson Män som hatar kvinnor que recebeu em inglês o nome de The Girl with the Dragon Tattoo, pelo papel foi indicada ao Oscar de Melhor Atriz e ao Globo de Ouro de Melhor Atriz em Filme Dramático em 2012.
Depois do filme de Fincher, Mara tirou 1 ano de descanso alegando que a experiência em The Girl with the Dragon Tattoo havia sido uma das mais intensas jornadas de auto descobrimento de sua vida e que se sentia completamente esgotada. Em 2013 estreou o  filme de Steven Soderbergh, Side Effects, com Jude Law, Channing Tatum e Catherine Zeta-Jones, onde foi a protagonista. O filme estreou na competição oficial do Festival de Berlim e teve boas críticas.
Ainda em 2013 ela protagonizou um pequeno porém aclamado independente americano, o filme Ain't Them Bodies Saints, do estreante David Lowery. O filme foi premiado no Festival de Sundance e foi selecionado para o Festival de Cannes na Semana da Crítica de 2013. O elenco era completo por Casey Affleck e Ben Foster e a história era uma espécie de Bonnie e Clyde contemporâneo.
Entre 2013 e 2015 fez algumas participações em filmes de diretores importantes como Her de Spike Jonze, que ganhou o Oscar de Melhor Roteiro Original, no filme anglo-brasileiro Trash: A esperança vem do lixo de Stephen Daldry , e Pan de Joe Wright.
Em 2015 protagonizou o filme Carol de Todd Haynes, ao lado de Cate Blanchett. O filme que estreou na competição oficial do Festival de Cannes foi agraciado, por um júri presidido por Joel e Ethan Coen, com o  Prêmio de Interpretação feminina para Mara. Ela recebeu vários outros prêmios por esse trabalho e sua segunda indicação ao Oscar, assim como ao Globo de Ouro, SAG Awards e Bafta.
Em 2016 Mara apareceu em quatro filmes. Fez dublagem na animação Kubo e as cordas mágicas que recebeu duas indicações ao Oscar nas categorias Melhor Animação e Melhores Efeitos especiais. Fez um papel coadjuvante no filme Lion baseado no livro A long way home, biografia sobre Saroo Brierley que esteve indicado em seis categorias no Oscar, quatro categorias no Globo de Ouro e cinco categorias no Bafta. Foi protagonista do drama Una, baseado na peça de teatro Black Bird, onde contracenou com o ator Ben Mendelsohn. Também esteve no drama de época The secret scripture, baseado no livro de mesmo título do autor Sebastian Barry e dirigido pelo diretor irlandês Jim Sheridan.
Em 2017, Mara lançou três filmes. O primeiro foi o filme de ficção científica The discovery, que foi exibido no Festival de Sundance e foi adquirido pela Netflix. O segundo foi o drama indie Song to Song do diretor Terrence Malick, onde contracenou com os atores Ryan Gosling, Michael Fassbender e Natalie Portman. O terceiro filme lançado em 2017 foi o drama sobrenatural A ghost story, onde trabalhou novamente com o diretor David Lowery e o ator Casey Affleck. O filme recebeu aclamação da crítica no Festival de Sundance e foi adquirido pela distribuidora A24.
Em 2018, Mara irá lançar dois filmes. O primeiro é Mary Magdalene, biografia sobre Maria Madalena. E o segundo é Don't Worry, He Won't Get Far on Foot, drama biográfico sobre o cartunista John Callahan.

## Vida Pessoal

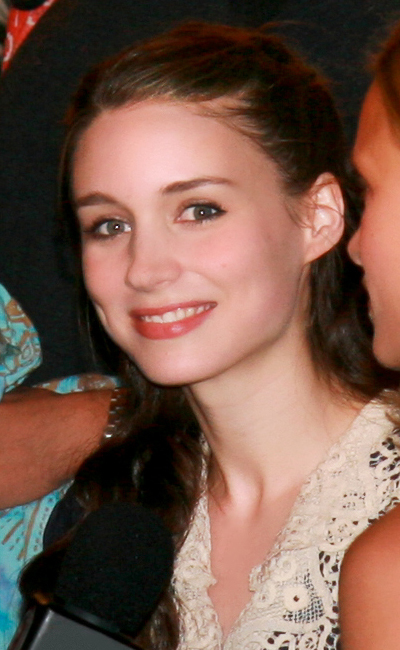
Rooney Mara no Festival internacional de Cinema de Toronto em 2009.

Rooney Mara se mudou para Los Angeles em 2007 onde viveu temporariamente com sua irmã mais velha, a também atriz Kate Mara (a diferença de idade entre as duas é de dois anos), e à época elas ficaram ainda mais próximas e costumavam discutir os roteiros de cinema e TV que recebiam. Ela vive em Los Angeles desde 2012.
Gena Rowlands é uma das suas atrizes favoritas e sua atuação em Uma Mulher sob Influência a inspirou para ser atriz. Aprendeu a tocar violão para seu papel em Weightless. Entre seus atores favoritos, figuram Cate Blanchett, Marion Cotillard e Daniel Day-Lewis.
É amiga íntima da atriz Brie Larson, com quem contracenou em Os Segredos de Tanner Hall. Detesta o remake de A Hora do Pesadelo, que protagonizou em 2010, assim como seu desempenho no filme.
Os piercings que ostenta como Lisbeth Salander em Millennium: Os Homens Que Não Amavam as Mulheres (incluindo os piercings múltiplos nas orelhas, sobrancelha e mamilos) eram reais, não simulações cosméticas. Rooney os colocou durante uma série de sessões no Brooklyn e na Suécia, país em que o filme foi gravado.
Rooney é vegana. Tem uma linha de roupas de luxo sustentável, chamada Hiraeth, que fundou com outras duas amigas.
Namorou durante seis anos com o diretor e roteirista Charlie McDowell. Atualmente é esposa do ator Joaquin Phoenix. Os dois se conheceram durante as filmagens do filme Her em 2012, mas engataram o romance apenas em novembro de 2016, quando contracenaram no filme Mary Magdalene. Ambos são muito reservados, mas sabe-se que moram juntos em Hollywood Hills na Califórnia com seus dois filhos e com os seus cachorros, que também são veganos. Em agosto de 2020 foi revelado que eles tiveram seu primeiro filho, a quem eles batizaram de River, em homenagem ao irmão falecido de Joaquin, River Phoenix. Em fevereiro de 2024, ao surgir grávida em público, foi anunciado que teriam o segundo filho; este nasceu em junho, porém não revelaram o seu nome.

### Ativismo social
Mara fundou o Faces of Kibera, uma instituição de caridade que visa fornecer alimentos, habitação e cuidados médicos para os órfãos em Kibera, uma favela de Nairobi, Quênia. Eles tem um orfanato na região, e para isso foram comprados 6 hectares. Os Steelers e os Giants ajudam a manter o local, além de doações.
Ela visitou o local pela primeira vez em 2006, para onde se mudou por um tempo para ajudar no local, muitas das crianças perderam os pais por causa de doenças relacionadas ao HIV. Rooney começou o trabalho por não confiar em organizações de caridade que muitas vezes são falsas.
Em 2011 o Faces of Kibera se fundiu com o Uweza Foundation, que se dedica a trazer esporte e atividades depois da escola para as crianças. Mara continua sendo presidente da instituição.

## Filmografia
| Ano  | Título                                | Papel                        | Notas                                                          |
| ---- | ------------------------------------- | ---------------------------- | -------------------------------------------------------------- |
| 2005 | Urban Legends: Bloody Mary            | Estudante                    |                                                                |
| 2006 | Law & Order: Special Victims Unit     | Jessica DeLay                | Série de Televisão Episódio: "Fat" Creditado como Tricia Mara  |
| 2007 | Women's Murder Club                   | Alexis Sherman               | Série de Televisão Episódio: "Blind Dates and Bleeding Hearts" |
| 2008 | Dream Boy                             | Evelyn                       |                                                                |
| 2008 | The Cleaner                           | Rebecca Smith                | Episódio: "Rebecca"                                            |
| 2009 | Dare                                  | Courtney                     |                                                                |
| 2009 | The Winning Season                    | Wendy                        |                                                                |
| 2009 | ER                                    | Megan                        |                                                                |
| 2009 | Friends with Benefits                 | Tara                         |                                                                |
| 2009 | Youth in Revolt                       | Taggarty                     |                                                                |
| 2009 | Tanner Hall                           | Fernanda                     |                                                                |
| 2010 | The Social Network                    | Erica Albright               |                                                                |
| 2010 | A Nightmare on Elm Street             | Nancy Holbrook               |                                                                |
| 2011 | The Girl with the Dragon Tattoo       | Lisbeth Salander             |                                                                |
| 2013 | Side Effects                          | Emily Taylor                 |                                                                |
| 2013 | Ain't Them Bodies Saints              |                              |                                                                |
| 2013 | Her                                   | Catherine Classen            |                                                                |
| 2014 | Trash: A esperança vem do lixo        | Olivia                       |                                                                |
| 2015 | Carol                                 | Therese Belivet              |                                                                |
| 2015 | Pan                                   | Princesa Tigrinha            |                                                                |
| 2016 | Kubo and the Two Strings              | The Sisters                  | [carece de fontes?]                                            |
| 2016 | The Secret Scripture                  | Roseanne McNulty             | [ 10 ]                                                         |
| 2016 | Lion                                  | Lucy                         | [ 11 ]                                                         |
| 2016 | Una                                   | Una                          | [ 12 ]                                                         |
| 2017 | Song to Song                          | Faye                         |                                                                |
| 2017 | The Discovery                         | Isla                         |                                                                |
| 2017 | A Ghost Story                         | M                            | [ 13 ]                                                         |
| 2018 | Don't Worry, He Won't Get Far on Foot | Annu                         |                                                                |
| 2018 | Mary Magdalene                        | Maria Madalena               |                                                                |
| 2018 | Dominion                              | Narradora                    | Voz, documentário                                              |
| 2021 | Nightmare Alley                       | Mary Margaret "Molly" Cahill |                                                                |
| 2022 | Women Talking                         | Ona Friesen                  |                                                                |

## Principais prêmios e indicações
Festival de Cannes
| Ano  | Categoria    | Filme | Resultado |
| ---- | ------------ | ----- | --------- |
| 2015 | Melhor Atriz | Carol | Venceu    |

Oscar
| Ano  | Categoria                | Filme                           | Resultado |
| ---- | ------------------------ | ------------------------------- | --------- |
| 2012 | Melhor Atriz             | The Girl with the Dragon Tattoo | Indicado  |
| 2016 | Melhor Atriz Coadjuvante | Carol                           | Indicado  |

Bafta
| Ano  | Categoria                | Filme | Resultado |
| ---- | ------------------------ | ----- | --------- |
| 2016 | Melhor Atriz Coadjuvante | Carol | Indicado  |

Globo de Ouro 
| Ano  | Categoria                       | Filme                           | Resultado |
| ---- | ------------------------------- | ------------------------------- | --------- |
| 2012 | Melhor Atriz em filme dramático | The Girl with the Dragon Tattoo | Indicado  |
| 2016 | Melhor Atriz em filme dramático | Carol                           | Indicado  |

SAG Awards (Screen Actors Guild Awards)
| Ano  | Categoria                          | Filme              | Resultado |
| ---- | ---------------------------------- | ------------------ | --------- |
| 2011 | Melhor Elenco no cinema            | The Social Network | Indicado  |
| 2016 | Melhor Atriz Coadjuvante no cinema | Carol              | Indicado  |

National Board of Review
| Ano  | Categoria              | Filme                           | Resultado |
| ---- | ---------------------- | ------------------------------- | --------- |
| 2012 | Melhor Atriz Revelação | The Girl with the Dragon Tattoo | Venceu    |

Critics' Choice Movie Award
| Ano  | Categoria                | Filme | Resultado |
| ---- | ------------------------ | ----- | --------- |
| 2016 | Melhor Atriz Coadjuvante | Carol | Indicado  |